# Murphy (Idaho)
Pour les articles homonymes, voir Murphy.
La census-designated place de Murphy est le siège du comté d'Owyhee, situé dans l’État de l’Idaho, aux États-Unis. Avec 97 habitants lors du recensement de 2010, c’est un des plus petits sièges de comté du pays.
Murphy n’est pas incorporée.

## Démographie
| Groupe            | Murphy | Idaho | États-Unis |
| ----------------- | ------ | ----- | ---------- |
| Blancs            | 93,8   | 89,1  | 72,4       |
| Métis             | 5,2    | 2,5   | 2,9        |
| Asiatiques        | 1,0    | 1,2   | 4,8        |
| Autres            | 0      | 7,2   | 19,9       |
| Total             | 100    | 100   | 100        |
|                   |        |       |            |
| Latino-Américains | 4,1    | 11,2  | 16,7       |

Selon l'American Community Survey, pour la période 2011-2015, 97,89 % de la population âgée de plus de 5 ans déclare parler l'anglais à la maison et 2,11 % déclare parler l'espagnol.

## Source
- (en) Cet article est partiellement ou en totalité issu de l’article de Wikipédia en anglais intitulé « Murphy, Idaho » (voir la liste des auteurs).

1. ↑  (en) « Population of Idaho - Census 2010 and 2000 », sur censusviewer.com (consulté le 2 mars 2016).
2. ↑  (en) « Murphy, ID Population - Census 2010 and 2000 », sur censusviewer.com (consulté le 21 septembre 2018).
3. ↑  (en) « American FactFinder - Results », sur factfinder.census.gov.